# Хорни Хричов
Хорни Хричов (слч. Horný Hričov) насељено је мјесто са административним статусом сеоске општине (слч. obec) у округу Жилина, у Жилинском крају, Словачка Република.

## Становништво
| Година:    | 1994. | 2004.    | 2014.   | 2024.    |
| ---------- | ----- | -------- | ------- | -------- |
| Број људи: | 706   | 780      | 803     | 884      |
| Разлика:   |       | +10,48 % | +2,94 % | +10,08 % |

| Година:    | 2023. | 2024.   |
| ---------- | ----- | ------- |
| Број људи: | 874   | 884     |
| Разлика:   |       | +1,14 % |

Према подацима о броју становника из 2024. године насеље је имало 884 становника.